# Epirrhoe commixta
Epirrhoe commixta är en fjärilsart som beskrevs av Matsumura 1925. Epirrhoe commixta ingår i släktet Epirrhoe och familjen mätare. Inga underarter finns listade i Catalogue of Life.